# Chaetaster longipes
Chaetaster longipes är en sjöstjärneart som först beskrevs av Anders Jahan Retzius 1805.  Chaetaster longipes ingår i släktet Chaetaster och familjen Chaetasteridae. Inga underarter finns listade i Catalogue of Life.